# Хелена Бонам Картер
Хелена Бонам Картер (енгл. Helena Bonham Carter; рођена 26. маја 1966. године у Лондону) енглеска је глумица.
Њен филмски деби била је улога адаптацији романа Мустра са ружама Кетлин Венди Пејтон из 1983. године док је прву главну улогу одиграла у биографској драми Леди Џејн. Пажњу филмске публике Картерова је привукла 1985.  године филмом Соба са погледом, а током 1990-их наступила је у великом броју костимираних драма као што су Хамлет (1990), Хауардов крај (1992), Франкенштајн (1994) и Крила голубице (1997), који јој је донео номинације за бројне престижне награде укључујући Оскара, Златни глобус, БАФТУ и Награду Удружења глумаца за најбољу главну женску улогу.
Године 1999. Картерова је тумачила улогу Марле Сингер у драми Борилачки клуб Дејвида Финчера, а 2001.  године наступила је филму Планета мајмуна Тима Бертона, који је означио почетак њене дугогодишње сарадње са овим редитељом. Између 2003. и 2012. године појавила се у још шест његових филмова: Крупна риба (2003), Чарли и фабрика чоколаде (2005), Мртва невеста (2005), Свини Тод: Паклени берберин из улице Флит (2007), Алиса у земљи чуда (2010) и Мрачне сенке (2012). Током овог периода такође је тумачила улогу Белатрикс Лестрејнџ у последња четири филма из филмског серијала Хари Потер и наступила је у историјској драми Краљев говор која јој је донела награду БАФТА за најбољу глумицу у споредној улози и номинацију за Оскара, Златни глобус и Награду Удружења глумаца у истој категорији. Године 2012. појавила се у адаптацијама романа Велика очекивања и Јадници, док је 2015. године играла Добру вилу у Дизнијевом филму Пепељуга.
Картерова такође има три номинације за награду Еми за најбољу главну глумицу у мини-серији или ТВ филму за улоге у ТВ филмовима Мерлин (1998), Уживо из Багдада (2002) и Бартон и Тејлор (2013) у коме је играла глумачку легенду Елизабет Тејлор. Значајне улоге на телевизији такође је остварила у историјској мини-серији Хенри VIII и биографском филму Инид о животу књижевнице Инид Блајтон, који јој је донео Међународни Еми и номинацију за награду БАФТА у категорији "Најбоља глумица".

## Биографија
Хелена Бонам Картер рођена је у Голдерс Грину, у Лондону. Њена мајка Елена (девојачко Пропер де Калехон) је психотерапеут, док јој је отац Рејмонд Бонам Картер био угледни банкар који је током 60-их обављао дужност заменика представника Енглеске банке у Међународном монетарном фонду у Вашингтону. Он потиче из чувене политичке породице, син је познатог либерала сера Мориса Бонама Картера и Вајолет Бонам Картер, угледне политичарке и активисткиње, ћерке Херберта Хенрија Ескота, премијера Уједињеног Краљевства од 1908-1916. године. Хеленин деда по мајци је полу-Шпанац полу-Јевреј Едуардо Пропер де Калехон, дипломата и саветник у шпанској амбасади у Вашингтону, чија је жена, Јеврејка Елен Фулд-Спринжер ћерка барона Ежена Фулд-Спринжера, банкара, и Мари Сесил фон Спринжер, ћерке барона и индустријалца Густава Спринжера.
Хелена има два брата, Едварда и Томаса, и даља је рођака глумца Криспина Бонам-Картера, који је играо господина Бинглија у Би-Би-Си-јевој серији из 1995. Гордост и предрасуде, као и политичарке Џејн Бонам Картер. Такође је у сродству са адмиралом Стјуартом Бонамом Картером, Јаном Флемингом, писцем романа о Џејмсу Бонду (преко Флемингове жене), познатом болничарком и хуманитарком Флоренс Најтингејл, као и чувеним енглеским редитељем Ентонијем Ескотом. Похађала је угледне гимназије Саут Хемпстед и Вестминстер. Није примљена на Кембриџ, али не због лоших оцена или слабо урађеног пријемног, већ зато што је управа универзитета била забринута да би могла напустити школовање како би се бавила глумом. Управо због тога, Хелена одлучује да се посвети искључиво глумачкој каријери.
Када је Хелени било 5 година, мајка јој је имала озбиљан нервни слом, од ког се опорављала три године. Када се опоравила, а повучена искуством које је имала са терапеутима, и сама је постала психотерапеут. Хелена јој сада плаћа да чита њена сценарија и упућује је у психолошке мотиве ликова које игра. Пет година после мајчиног опоравка, породицу је задесила још једна несрећа. Током летовања у Грчкој, отац јој је остао глув на једно уво. Дијагностикован му је бенигни тумор слушног нерва и подвргнут је рутинској операцији. Међутим, операција се искомпликовала, па је 50-годишњи Рејмонд доживео шлог који га је оставио везаног за инвалидска колица. Како су оба брата била на студијама, Хелена је помагала мајци. Касније ће посматрати покрете и понашање оболелог оца као део припреме за улогу у филму Теорија лета.

## Каријера
Хелена Бонам Картер није школована глумица. 1979. године је освојила прву награду за састав који је написала, а новцем од награде је платила чланарину у познатом удружењу глумаца. Дебитовала је са 16 година у ТВ реклами, а имала је и мању улогу у мање познатом филму A Pattern of Roses. Прву главну улогу имала је у филму Леди Џејн 1986. године, који је добио помешане критике, а приказао је живот леди Џејн Греј, енглеске краљице. Улогу која ће јој покренути каријеру одиграла је у Филму Соба с погледом, играјући лик Луси Ханичерч. Филм Соба с погледом снимљен је после Леди Џејн, али је емитован пре њега. У трећој сезони Порока Мајамија је играла девојку Дона Џонсона, а 1987. је глумила поред Дирка Богарта у филму The Vision. Ишла је на аудицију за улогу Ненси Спанџин у филму Сид и Ненси, али је улогу добила Клои Веб. Одбила је улогу Бес Мекнил у филму Breaking the Waves због сцена секса. Улогу је добила Емили Вотсон, и била је номинована за Оскара.
Због тих раних улога добила је надимак краљица корсета и енглеска ружа, пошто је углавном играла у филмовима који су се одвијали у касном 19. и раном 20. веку. 1996. године играла је Оливију у филму Twelfth Night  Тревора Нана. Потом почиње да проширује свој опус улогама у филмовима Борилачки клуб, Волас и Громит: проклетство Зекодлака, као и у филмовима Тима Бартона: Чарли и фабрика чоколаде, Мртва невеста, Крупна риба и Свини Тод: паклени берберин из Улице Флит.
Хелена Бонам Картер течно говори француски, а 1996. је играла у француском филму Portraits chinois. Августа 2001. се сликала за Максим. 2003. је по други пут у каријери глумила енглеску краљицу, у ИТВ-јевој мини-серији Хенри Осми, док је била трудна са првим дететом. 2006. је била члан жирија Канског фестивала, који је једногласно прогласио филм Ветар који њише јечам најбољим те године.
Играла је Белатрикс Лестрејнџ у филму Хари Потер и Ред феникса 2007. године, као и у наставку Хари Потер и Полукрвни Принц из 2009. Поново ће играти овај лик у филму Хари Потер и реликвије смрти. За ову улогу је добила позитивне критике, уз опаску да има блистав, али неискоришћен таленат. 2007. је играла госпођицу Лавет, саучесницу Свинија Тода (Џони Деп), у филмској адаптацији мјузикла Свини Тод: паклени берберин из Улице Флит. Редитељ је био Тим Бартон, а она је била номинована за Златни глобус. На избору за Evening Standard British Film Awards 2007, добила је награду за најбољу глумицу, за улоге у филмовима Свини Тод и Разговори са другим женама. 2009. је поново добила награду за најбољу глумицу у избору за Empire Awards. Одиграла је малу, али кључну улогу у четвртом делу Терминатора.
2010. је играла Црвену Краљицу у Бартоновом филму Алиса у земљи чуда, у којем такође глуме Џони Деп, Алан Рикман, Кристофер Ли и Ен Хетавеј. 2009. године Тајмс ју је прогласио за једну од најбољих британских глумица свих времена, па се тако нашла у друштву Џули Ендруз, Џуди Денч, Меги Смит, Хелен Мирен и Одри Хепберн.
2006. године је, заједно са Самантом Сејџ, дизајнерком купаћих костима покренула своју модну линију под називом The Pantaloonies (лакрдијаш). У првој колекцији представиле су поткошуље, капе и доњи веш у старинском, викторијанском стилу.

## Приватни живот
Од 1994. до 1999. године се забављала са Кенетом Браном, поред кога је и глумила у Франкенштајну и Теорији лета. Године 2001. је почела везу са редитељем Тимом Бартоном, са којим је и данас. Срели су се на снимању филма Планета мајмуна, а она је касније глумила у бројним Бартоновим филмовима као што су Крупна риба, Чарли и фабрика чоколаде, Свини Тод: паклени берберин из Улице Флит и Алиса у земљи чуда. Живе у лондонском насељу Белсајз парк, у две куће са заједничким улазом јер, како кажу, имају осећај да не би могли живети у истој кући. Имају двоје деце, Билија Рејмонда Бартона, рођеног 4. октобра 2003. године, као и ћерку Нел Бартнон, рођену 15. децембра 2007. године, када је Хелена имала 41 годину. Добри су пријатељи са Џонијем Депом, који се појављује у многим Бартоновим филмовима. Деп је и кум њиховом сину, и прихватио је кумство пошто га је Хелена замолила на Бартонов наговор. Каже да је ћерки дала име Нел у част свим Хеленама у својој фамилији. Године 2008. четири члана њене породице погинула су у Јужној Африци, у удесу који је имао њихов аутобус приликом сафарија. Због тога јој је дозвољено да на неодређено време напусти снимање Терминатора, али се касније вратила и завршила филм.
Бартон и Хелена су 2008. године огласили продају својих станова у њујоршком Гринич вилиџу. За станове су добили укупно 8,75 милиона долара. Октобра 2008. године објављено је да је Бонам Картер постала финансијер хуманитарне организације Action Duchenne, која помаже деци оболелој од Дишенове мишићне дистрофије и њиховим родитељима. Том приликом је изјавила:
"Желела бих да, као финансијер ове акције, подстакнем што већи број људи да се информишу о њеном раду, као и о стравичним последицама Дишенове мишићне дистрофије. Лек за ову болест је на прагу открића, али се до њега неће доћи без даље помоћи и финансирања. Молимо вас да нам се придружите како бисмо искоренили уништавање мишића.
Децембра 2008. године је позајмила глас за МТВ-јев оглас против насиља у породици. Ту је рецитовала један део о љубави из Прве посланице Коринћанима Новог завета. Оглас траје 60 секунди и представља пар који се свађа код своје куће; њих двоје се не чују, већ у позадини иде музика и Хеленино рецитовање.
Године 2009. је, заједно са другим славним глумцима као што су Јуан Макгрегор, Кејт Винслет, Лијам Нисон и Хелен Мирен, оставила отисак усана на картици и потписала се на њу. Ови отисци ће бити продати на аукцији намењеној за хуманитарне сврхе, а тренутно се налазе у излогу чувене робне куће Фенвик у Њукаслу.

## Филмографија
| Улоге Хелене Бонам Картер |                                               |                                         |                                    |                   |
| Година                    | Српски назив                                  | Изворни назив                           | Улога                              | Напомена          |
| 1983.                     | Мустра са ружама                              |                                         | Нети Белинџер                      |                   |
| 1985.                     | Соба са погледом                              |                                         | Луси Ханичерч                      |                   |
| 1986.                     | Леди Џејн                                     |                                         | Леди Џејн Греј                     |                   |
| 1987.                     | Морис                                         |                                         | дама на мечу крикета (појављивање) |                   |
| 1989.                     | Франческо                                     |                                         | Кјара Офредучо                     |                   |
| 1989.                     |                                               |                                         | Lady Minerva Munday                |                   |
| 1990.                     | Хамлет                                        |                                         | Офелија                            |                   |
| 1990.                     | Младост Беатрикс Потер                        |                                         | Беатрикс Потер                     |                   |
| 1991.                     | Где анђели стрепе да ступе                    |                                         | Керолајн Абот                      |                   |
| 1992.                     | Хауардов крај                                 |                                         | Хелен Шлегел                       |                   |
| 1993.                     | Плесна краљица                                |                                         | Пандора/Џули                       |                   |
| 1994.                     | Франкенштајн                                  |                                         | Елизабет Лавенца Франкенштајн      |                   |
| 1994.                     | Фатална обмана: Госпођа Лија Харвија Освалда  | Fatal Deception: Mrs. Lee Harvey Oswald | Марина Освалд                      |                   |
| 1995.                     | Моћна Афродита                                |                                         | Аманда Вајнриб                     |                   |
| 1995.                     | Маргаретин музеј                              |                                         | Маргарет Макнил                    |                   |
| 1996.                     | На Три краља                                  |                                         | Оливија                            |                   |
| 1996.                     | Кинески портрет                               |                                         | Ејда                               |                   |
| 1997.                     | Само нек аспидистре лете                      |                                         | Роузмери                           |                   |
| 1997.                     | Слатка освета                                 |                                         | Карен Најтли                       |                   |
| 1997.                     | Крила голубице                                |                                         | Кејт Крој                          |                   |
| 1998.                     | Мерлин                                        |                                         | Моргана ле Феј                     | мини-серија       |
| 1998.                     | Теорија лета                                  |                                         | Џејн Тачард                        |                   |
| 1998.                     | Слатка освета                                 |                                         | Карен Најтли                       |                   |
| 1999.                     | Борилачки клуб                                |                                         | Марла Сингер                       |                   |
| 1999.                     | Женски разговори                              |                                         | Кора                               |                   |
| 1999.                     | Скоро потпуна историја свега                  |                                         | Лили                               |                   |
| 2001.                     | Планета мајмуна                               |                                         | Ари                                |                   |
| 2001.                     | Мој зубар је убица                            |                                         | Сузан Ајви                         |                   |
| 2002.                     | Моје срце                                     |                                         | Дина                               |                   |
| 2002.                     | Уживо из Багдада                              |                                         | Ингрид Форманек                    |                   |
| 2002.                     | Док нас гласови не пробуде                    |                                         | Руби                               |                   |
| 2003.                     | Хенри VIII                                    |                                         | Ана Болен                          |                   |
| 2003.                     | Крупна риба                                   |                                         | Џенифер Хил/Вештица                |                   |
| 2004.                     | Серија несрећних догађаја Лемонија Сникета    |                                         | Беатрис Бодлер                     | камео             |
| 2005.                     | Разговори са другим женама                    |                                         | жена                               |                   |
| 2005.                     | Величанствених 7                              |                                         | Меги                               | ТВ филм           |
| 2005.                     | Волас и Громит: Проклетство зекодлака         |                                         | леди Кампанула Тотингтон           | глас              |
| 2005.                     | Мртва невеста                                 |                                         | Емили                              | глас              |
| 2005.                     | Чарли и фабрика чоколаде                      |                                         | госпођа Бакет                      |                   |
| 2006.                     | 66                                            |                                         | Естер Рубен                        |                   |
| 2007.                     | Свини Тод: Паклени берберин из улице Флит     |                                         | госпођица Лавет                    |                   |
| 2007.                     | Хари Потер и Ред феникса                      |                                         | Белатрикс Лестрејнџ                |                   |
| 2009.                     | Хари Потер и Полукрвни Принц                  |                                         | Белатрикс Лестрејнџ                |                   |
| 2009.                     | Терминатор: Спасење                           |                                         | др Серена Коган/Скајнет            |                   |
| 2009.                     | Инид                                          |                                         | Инид Блајтон                       |                   |
| 2010.                     | Алиса у земљи чуда                            |                                         | Црвена Краљица                     |                   |
| 2010.                     | Краљев говор                                  |                                         | Елизабет Бовс-Лион                 |                   |
| 2010.                     | Тост                                          |                                         | Џоун Потер                         | ТВ филм           |
| 2010.                     | Хари Потер и реликвије Смрти: Први део        |                                         | Белатрикс Лестрејнџ                |                   |
| 2011.                     | Хари Потер и реликвије Смрти: Други део       |                                         | Белатрикс Лестрејнџ                |                   |
| 2012.                     | Мрачне сенке                                  |                                         | др Џулија Хофман                   |                   |
| 2012.                     | Велика очекивања                              |                                         | госпођица Хавишам                  |                   |
| 2012.                     | Јадници                                       |                                         | Госпођа Тенардје                   |                   |
| 2013.                     | Усамљени осветник                             |                                         | Ред Харингтон                      |                   |
| 2013.                     | Бартон и Тејлор                               |                                         | Елизабет Тејлор                    | ТВ филм           |
| 2013.                     | Млади и блистави Спивет                       |                                         | др Клер                            |                   |
| 2014.                     | Туркс и Кајкос                                |                                         | Марго Тајрел                       | ТВ филм           |
| 2014.                     | Со на бојном пољу                             |                                         | Марго Тајрел                       | ТВ филм           |
| 2015.                     | Пепељуга                                      |                                         | Добра вила                         |                   |
| 2015.                     | Суфражеткиње                                  |                                         | Идит Њу                            |                   |
| 2016.                     | Алиса иза огледала                            |                                         | Црвена Краљица                     |                   |
| 2018.                     | Оушнових 8                                    |                                         | Роуз Веил                          |                   |
| 2020.                     | Енола Холмс                                   |                                         | Јудорија Холмс                     |                   |
| 2022.                     | Хари Потер 20. годишњица: Повратак у Хогвортс |                                         | саму себе                          | специјал окупљања |
| 2022.                     | Енола Холмс 2                                 |                                         | Јудорија Холмс                     |                   |